# Ганнон II Великий
Ганнон II Великий або Ганнон Миротворець[джерело?] (фінік. 𐤇‬𐤍‬𐤀; *бл. 300 до н. е. — після 202 до н. е.) — політичний та військовий діяч Карфагенської республіки, голова олігархічної «партії миру» часів Першої та Другої Пунічних війн. Був другим відомим карфагенянином з ім'ям Ганнон, що мав також прізвисько Великий, тому його часто називають Ганноном Великим II.

## Життєпис
Походив зі впливової карфагенської аристократії-землевласників. Про дату народження відомостей мало. Народився близько 300 року до н. е. Замолоду успішно воював проти лівійців, чим здобув прихильність у Карфагені. За часів Першої Пунічної війни очолював карфагенську адміністрацію в Лівії (згідно з Полібієм, мав посаду стратега). У 244 році до н. е. сприяв демобілізації карфагенського флоту, що призвело до послаблення морської міці держави і, зрештою, стало однією з причин поразки Карфагену у війні з Римом.
У 240 році до н. е. очолив військові загони Карфагену. Йому було доручено домовлятися з найманцями, яких перевезено з Сицилії. Пиха Ганнона і нестача коштів призвела до конфлікту з найманцями і стала однією з причин повстання у Лівії. Того ж року зазнав поразки від найманців при Утіці. Після цього Ганнона було відсторонено від керування. У 238 році до н. е. повернувся до командування. Разом з Гамількаром Баркою завдав поразки повстанцям.
Після завершення лівійської війни 238 року до н. е. розпочав політичну боротьбу з Баркою за владу у Карфагені, яка тривала до 237 року до н. е. Успіхи Гамількара Барки на Піренейському півострові призвело до послаблення олігархів на чолі із Ганноном. В подальшому намагався відновити свій вплив після загибелі Гамількара, а потім Гасдрубала Красивого.
Під час Другої Пунічної війни виступав за припинення війни та укладання миру з Римом. Багато зробив для вчинення саботажу діям Ганнібала під час його військової кампанії в Італії. Після поразки карфагенян при Замі у 202 році до н. е., сприяв укладанню мирної угоди з Римською республікою. Про подальшу долю Ганнона нічого невідомо.